# 園田美樹
園田 美樹（そのだ みき、1971年6月30日 - ）は、日本のAV女優。

## 略歴
1996年頃から2000年まで活動していた企画系巨乳AV女優。他に、三沢あゆみ、並木奈緒美、港麻佐美、名義での出演あり。

## 人物
- 活動当時は20代後半だったが熟女系の作品が多い。

## 出演作品等

### アダルトビデオ
- 女教師の美尻1 園田美樹（サンセットカラー）
- 月刊マゾヒスト 奉仕編（クロスワールド）オムニバス作品 他多数出演
- 突撃！巨乳FUCKER 3 園田美樹（メディアステーション）
- 乳卍（ニュマンジ） 園田美樹（アリスJAPAN）
- 奥さんは大爆乳
- ザ・爆乳 VOL.22